# 紀本道
紀 本道（き の もとみち）は、平安時代前期の貴族。右兵衛督・紀興道の子。官位は従五位下・下野守。

## 経歴
文徳末の斉衡3年（856年）蔵人に補せられ、天安元年（857年）従五位下・勘解由次官に叙任。翌天安2年（858年）正月に伊予権介に任ぜられ、2月に筑前権守と地方官に転じた。
清和朝に入り、貞観3年（861年）母の喪に服して一旦官職を辞すが、8月に筑前権守に再任され、翌貞観4年（862年）筑前守に昇格する。貞観8年（866年）には下野守に任ぜられるなど主に地方官を務めた。

## 官歴
『六国史』による。
- 時期不詳：正六位上
- 斉衡3年（856年） 日付不詳：蔵人[1]
- 天安元年（857年） 12月9日：従五位下、勘解由次官
- 天安2年（858年） 正月16日：伊予権介。2月28日：筑前権守
- 時期不詳：辞筑前権守（母服喪）
- 貞観3年（861年） 8月21日：筑前権守
- 貞観4年（862年） 2月11日：筑前守
- 貞観8年（866年） 11月29日：下野守

## 系譜
- 父：紀興道[2]
- 母：不詳
- 生母不明の子女
  - 男子：紀有友[2][3]（?-880）
  - 男子：紀清主[2]
  - 男子：紀望行[2]